# Copa Rio de 1992
A Copa Rio de Profissionais de  1992 foi a 2ª edição da Copa Rio, competição organizado pela Federação de Futebol do Estado do Rio de Janeiro, para definir o segundo clube do Rio de Janeiro para a disputa da Copa do Brasil. O Vasco da Gama venceu o Fluminense e se sagrou campeão.

## Grupo da Capital

### Grupo B
Premiação
| Campeonato da Capital de 1992     |
| --------------------------------- |
| Vasco da Gama Campeão (1º título) |

## Grupo do Interior

### Playoff
|  | Play-off      |               |   |
|  |               |               |   |
|  | Volta Redonda | Volta Redonda | 1 |
|  | Friburguense  | Friburguense  | 0 |

### Grupo D
Notas
- a. ^  O Goytacaz perdeu 5 pontos por escalação de jogadores irregulares
- b. ^  O Itaperuna perdeu 5 pontos por escalação de jogadores irregulares
- c. ^  A Cabofriense perdeu 10 pontos por escalação de jogadores irregulares

|  | Final           |   |       |   |
|  |                 |   |       |   |
|  | Americano (pen) | 1 | 0 (4) | 1 |
|  | Volta Redonda   | 1 | 0 (3) | 1 |

Premiação
| Campeonato do Interior de 1992 |
| ------------------------------ |
| Americano Campeão (2º título)  |

## Fases Finais
Em itálico, os times que possuem o mando de campo no primeiro jogo do confronto e em negrito os times classificados. Os mandos de campo são definidos de acordo com o índice técnico.
|  | Semifinais       | Semifinais | Semifinais | Semifinais |   |               | Final | Final | Final | Final |
|  |                  |            |            |            |   |               |       |       |       |       |
|  | Vasco da Gama    | 0          | 2          | 2          |   |               |       |       |       |       |
|  | Volta Redonda    | 0          | 0          | 0          |   |               |       |       |       |       |
|  | Volta Redonda    | 0          | 0          | 0          |   | Vasco da Gama | 2     | 2     | 4     |       |
|  |                  |            |            |            |   | Vasco da Gama | 2     | 2     | 4     |       |
|  |                  | Fluminense | 0          | 1          | 1 |               |       |       |       |       |
|  | Americano        | Fluminense | 0          | 1          | 1 | 0             | 1 (3) | 1     |       |       |
|  | Americano        |            |            |            |   | 0             | 1 (3) | 1     |       |       |
|  | Fluminense (pen) | 3          | 0 (4)      | 3          |   |               |       |       |       |       |

## Premiação
| Copa Rio 1992                     |
| --------------------------------- |
| Vasco da Gama Campeão (1º título) |